# Batalla de Talikota
La batalla de Talikota (en caranés, ತಾಳಿಕೋಟೆ o Tellikota) tuvo lugar el 26 de enero de 1565 entre el Imperio Vijayanagara y los sultanatos del Decán, y se resolvió con la victoria completa de estos.
Talikota está situada al norte del actual estado indio de Karnataka, a unos 80 km al sudeste de la ciudad de Bijapur.

## Preludio
El trono de Vijayanagara, a la muerte de Achyuta Deva Raya, había pasado a manos de Aliya Rama Raya o Ramarâya, quien interfirió en los asuntos internos de los sultanatos musulmanes vecinos. Aunque esta táctica parecía estar logrando sus propósitos inicialmente, demostró ser contraproducente, al provocar la unión de las fuerzas de los sultanatos para la destrucción del reino hindú. Algunas familias gobernantes de los sultanatos concertaron alianzas matrimoniales, resolvendo sus conflictos internos, ante la convicción de que el imperio Vijayanagara se había convertido en el enemigo común a combatir. Además, también se les sumaron algunos pequeños reinos hindúes que guardaban rencor al imperio por confrontaciones anteriores.

## La batalla

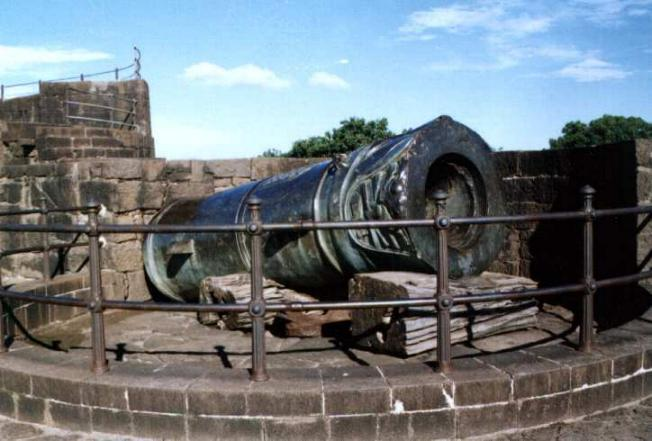
El Malik-i-Maidan ("señor del campo de batalla"), uno de los cañones de bronce más grandes del mundo, que actualmente se conserva en Bijapur. Fue fabricado en 1549 para el sultán Nizam Shahis (la dinastía de sultanes de Ahmednagar) por un artillero otomano. De su intervención en Talikota se recoge que causó un extraordinario efecto, y que disparaba metralla hecha con monedas de cobre.

El 26 de enero de 1565 los ejércitos de los sultanatos del Decán (Ahmednagar, Berar, Bidar, Bijapur y Golconda), que habían formado una gran alianza, se encontraron con el ejército de Vijayanagara en Talikota, entre dos poblaciones llamadas Rakkasa y Tangadi, a las orillas del río Krishna. En total las fuerzas de los sultanatos sumaban un total de 80.000 soldados de infantería y 30.000 de caballería. Las fuerzas del ejército de Vijayanagara sumaban 140.000 solados de infantería y 10.000 de caballería, más un gran número de elefantes de guerra. El factor desequilibrante fue la utilización de la artillería por parte de los sultanatos. No era la primera vez que se utilizaba artillería en la India, pues ya se había utilizado en la Batalla de Panipat (1526).
La batalla, que se sabía decisiva, fue combatida ferozmente. En un primer momento los invasores cañonearon la primera línea de Vijayanagara, infligiendo grandes daños. Acto seguido se lanzó un masivo ataque frontal. En poco tiempo se concluyó con una victoria completa para los sultanatos. El Rajah de Vijayanagara fue capturado y decapitado, exhibiéndose su cabeza como trofeo. Vijayanagara, la capital, fue tomada y saqueada inmediatamente.

## Análisis
Los historiadores han debatido con vehemencia las causas de la derrota de Vijayanagara. Entre las fuentes disponibles para la reconstrucción de los hechos, además del análisis epigráfico, se cuenta con testimonios de viajeros occidentales presentes en la región. Se ha sugerido que una de las causas fue su menor fuerza de caballería y que esta dependía de los comandantes montados en los elefantes, haciéndolos más lentos en el campo de batalla, mientras que la del sultanato, además de ser más numerosa, era mucho más rápida, y en sus sectores clave, compuesta de caballos persas. En cuanto a las armas de la infantería, también había ventajas para los sultanatos, que contaban con ballestas de metal frente a los arcos de bambú de sus oponentes, menos eficaces en precisión y distancia, y con lanzas largas de 15 pies (4,6 m) frente a las lanzas y dardos de 7 pies (2,1 m) de los Vijayanagra.
Más allá de los aspectos técnicos, la principal causa de la derrota fue quizá la traición de los dos principales comandantes musulmanes de Vijayanagara, los hermanos Gilani, que tenían bajo su mando a miles de soldados y que en el momento clave de la batalla se retiraron del campo. Los Gilani habían desertado del ejército del sultanato de Bijapur antes de ser contratados por Aliya Rama Raya.

## Consecuencias
La batalla puso fin de hecho al gran reino hindú, con el declive inexorable del último gran imperio de la India meridional. El ejército victorioso saqueó las grandes ciudades, incendiándolas y matando a sus habitantes. La ciudad de Vijayanagara fue arrasada hasta los cimientos y no se reconstruyó (actualmente en el lugar se encuentra la pequeña localidad de Hampi -de unos dos mil habitantes-, y el conjunto monumental que conserva ha sido declarado patrimonio de la humanidad). El hermano de Rama Raya, Tirumala Deva Raya, que había sido el segundo al mando durante la batalla, logró huir con la familia real y el tesoro, restableciendo un territorio bajo control Vijayanagra en Penukonda (actual estado de Andhra Pradesh).